# Dry Drayton
Dry Drayton est une paroisse civile et un village du Cambridgeshire, en Angleterre.